# Lophoptera khasiana
Lophoptera khasiana là một loài bướm đêm trong họ Noctuidae.